# Olympische Staffel
Die olympische Staffel ist eine Staffellaufdisziplin in der Leichtathletik. Die einzelnen Teilstrecken sind teilweise unterschiedlich lang (800, 200, 200 und 400 Meter). Bei Olympischen Spielen wurde sie nur einmal, 1908 in London, innerhalb der Männerwettbewerbe gelaufen. Dort siegte die US-Mannschaft (William Hamilton, Nate Cartmell, John Taylor, Mel Sheppard) vor Deutschland (Arthur Hoffmann, Hans Eicke, Otto Trieloff, Hanns Braun) und Ungarn (Pál Simon, Frigyes Mezei, József Nagy, Ödön Bodor).
Inzwischen ist die olympische Staffel bedeutungslos, da für sie kein Weltrekord bei der Internationalen Leichtathletik-Föderation geführt wird.
Gelegentlich werden unter dem Namen olympische Staffel noch Wettkämpfe mit anderen als den ursprünglichen Teilstrecken ausgetragen, zum Beispiel 100, 200, 400 und 800 Meter.
In Deutschland erfreut sich diese Staffel im Nichtleistungssportbereich dennoch großer Beliebtheit, da sowohl Mittelstreckler als auch Sprinter beteiligt sind. Anfang der 1990er Jahre veränderte der Deutsche Leichtathletik-Verband für nationale Veranstaltungen die international übliche Reihenfolge: 400 Meter zuerst – 800 Meter zuletzt; das führte in der Praxis zu organisatorischen Erschwernissen, da die maximal acht 400-Meter-Startläufer in Bahnen laufen müssen, Startblöcke, Bahn- und Wechselrichter benötigt werden.